# Lublin R-XII
Il Lublin R-XII fu un aereo monomotore da turismo monoplano, sviluppato dall'azienda aeronautica polacca E. Plage i T. Laśkiewicz alla fine degli anni venti, e rimasto allo stadio di prototipo.

## Storia del progetto
Visto lo svilupparsi dell'aviazione generale in Polonia il governo decise di sponsorizzare la partecipazione di una squadra nazionale al 2° Challenge de Tourisme International che doveva tenersi nell'estate del 1930. In risposta al relativo requisito, emesso verso la metà del 1929, il responsabile dell'ufficio tecnico della ditta E. Plage i T. Laśkiewicz di Lublino, ingegnere Jerzy Rudlicki, decise di sviluppare il progetto di un velivolo da turismo designato Lublin R-XII. Alla realizzazione del velivolo concorsero anche gli ingegneri Jerzy Tesseyre e Marian Bartolewski. Si trattava di una versione in scala ridotta del precedente monoplano ad ala alta da trasporto civile Lublin R-XI, equipaggiata con un propulsore erogante 80-100 hp.
Per la realizzazione del prototipo fu la L.O.P.P. (Liga Obrony Powietrznej i Przeciwgazowej) ad incaricarsi della relativa copertura finanziaria.

## Tecnica
Il Lublin R-XII era un monoplano, di costruzione mista in legno e metallo. La fusoliera, costruita in tubi d'acciaio, aveva sezione rettangolare. La zona anteriore era rivestita in duralluminio, mentre il resto in compensato e tela. La parte terminale della fusoliera era realizzata in legno rivestito di compensato. L'impennaggio di coda era del tipo classico monoderiva, dotato di piani orizzontali controventati, rivestiti in tela, così come il timone. La configurazione alare era monoplana ad ala alta a sbalzo, di costruzione completamente lignea, rivestita di compensato. Il carrello d'atterraggio era un triciclo classico a V, fisso, dotato anteriormente di gambe di forza ammortizzate ed integrato posteriormente da un pattino d'appoggio.
La cabina chiusa, posizionata sotto l'ala, ospitava i due passeggeri (pilota e copilota/meccanico), entrambi dotati di doppi comandi. Subito dietro di essi si trovava un terzo posto passeggeri, che poteva essere destinato anche al trasporto dei bagagli. L'accesso alla cabina avveniva tramite porte singole, anteriormente sul lato sinistro, e posteriormente sul lato destro.
La propulsione era affidata ad un motore Armstrong Siddeley Genet, a 5 cilindri radiali, raffreddati ad aria, erogante la potenza di 88 hp (65 kW) azionante un'elica bipala lignea Szomański. L'attacco universale del propulsore permetteva il montaggio di svariati tipi di motori, tra cui il Warner Scarab Junior e l'ADC Cirrus III. Il serbatoio del combustibile era posizionato all'interno della fusoliera, mentre il consumo di carburante durante il volo di crociera era di 21 l/h.

## Impiego operativo
Il prototipo (immatricolato SP-AFB) dotato di propulsore radiale Armstrong Siddeley Genet, volò per la prima volta a Lublino nell'autunno 1930, ma non prese parte al 3º Concorso Nazionale per Aerei da turismo (III Krajowym Konkursie Awionetek) a causa di problemi di peso a pieno carico. In seguito l'aereo prese parte, fuori concorso, alla 1ª gara aerea invernale Lublino-Podlasie. Durante le prove in volo il velivolo dimostrò buone prestazioni generali, ma rimase sempre penalizzato dall'alto peso a pieno carico rispetto alla troppo scarsa potenza motrice installata. Dopo aver effettuato pochi voli l'aereo venne messo a terra ed immagazzinato in un hangar per diversi anni, per essere poi demolito.